# Corriente 1ra. Sección
Corriente 1ra. Sección är en ort i Mexiko.   Den ligger i kommunen Nacajuca och delstaten Tabasco, i den sydöstra delen av landet, 700 km öster om huvudstaden Mexico City. Corriente 1ra. Sección ligger 8 meter över havet och antalet invånare är 1 501.
Terrängen runt Corriente 1ra. Sección är mycket platt. Runt Corriente 1ra. Sección är det tätbefolkat, med 356 invånare per kvadratkilometer. Närmaste större samhälle är Nacajuca, 2,9 km nordväst om Corriente 1ra. Sección. Trakten runt Corriente 1ra. Sección består till största delen av jordbruksmark.